# ناتاشا واتلی
ناتاشا واتلی (انگلیسی: Natasha Watley؛ زادهٔ ۲۷ نوامبر ۱۹۸۱) بازیکن سافت‌بال اهل ایالات متحده آمریکا بود.
وی در مسابقات کشوری و بین‌المللی در مجموع برندهٔ ۱ مدال طلا، ۱ مدال نقره شده‌است.